# Качерма
Качерма — река в России, протекает в Дубёнском районе Мордовии. Устье реки находится в 31 км по левому берегу реки Чеберчинка напротив села Красино. Длина реки составляет 13 км.
Примерно в километре от реки находится село Морга.

## Данные водного реестра
По данным государственного водного реестра России относится к Верхневолжскому бассейновому округу, водохозяйственный участок реки — Сура от Сурского гидроузла и до устья реки Алатырь, речной подбассейн реки — Сура. Речной бассейн реки — (Верхняя) Волга до Куйбышевского водохранилища (без бассейна Оки).
Код объекта в государственном водном реестре — 08010500312110000036999.